# Marilyn Mansons diskografi
Detta är den kompletta diskografin för Marilyn Manson. Den inkluderar verk släppta under namnet Marilyn Manson & the Spooky Kids. Bootlegs och andra inofficiella, fanskapade, verk har exkluderats. Enstaka sånger och remixer, samt låtordning behandlas i de respektive artiklarna för album eller singel, och kommer inte heller behandlas här. Värt att notera är att då skivor fortsätter säljas är det möjligt att försäljningssiffror är mindre exakta. Marilyn Manson har sammanlagt sålt över 44 miljoner album

## Studioalbum
| 1994                                                                       | Portrait of an American Family - Släppt: 19 juli 1994 - Skivbolag: Nothing, Interscope - Format: CD, CS, LP                       | —  | —  | —  | —  | —  | —  | —   | —  | —  | —  | —  | —  | —  | —  | - US: Guld                                              |
| 1996                                                                       | Antichrist Superstar - Släppt: 8 oktober 1996 - Skivbolag: Nothing, Interscope - Format: CD, CS, LP                               | 3  | 41 | 37 | —  | —  | 13 | 116 | —  | —  | 5  | —  | 50 | —  | 73 | - US: Platina - ARG: Guld - CAN: 2x Platina - AUS: Guld |
| 1998                                                                       | Mechanical Animals - Släppt: 15 september 1998 - Skivbolag: Nothing, Interscope - Format: CD, CS, LP                              | 1  | 1  | 6  | 22 | 1  | 6  | 14  | —  | 42 | 3  | 3  | 6  | 44 | 8  | - US: Platina - CAN: Platina - AUS: Guld                |
| 2000                                                                       | Holy Wood (In the Shadow of the Valley of Death) - Släppt: 14 november 2000 - Skivbolag: Nothing, Interscope - Format: CD, CS, LP | 13 | 8  | 6  | 34 | 13 | 25 | 12  | 7  | 53 | 18 | 12 | 7  | 20 | 23 | - US: Guld - CAN: Guld - SWI: Guld                      |
| 2003                                                                       | The Golden Age of Grotesque - Släppt: 13 maj 2003 - Skivbolag: Nothing, Interscope - Format: CD                                   | 1  | 5  | 1  | 4  | 1  | 8  | 2   | 1  | 14 | 16 | 4  | 4  | 1  | 4  | - AUS: Guld - GER: Guld - AUT: Guld - SWI: Guld         |
| 2007                                                                       | Eat Me, Drink Me - Släppt: 5 juni 2007 - Skivbolag: Interscope - Format: CD, DI                                                   | 8  | 9  | 2  | 19 | 8  | 9  | 5   | 7  | 38 | 18 | 12 | 10 | 4  | 8  |                                                         |
| 2009                                                                       | The High End of Low - Släppt: 26 maj 2009 - Skivbolag: Interscope - Format: CD, DI                                                | 4  | 12 | 6  | 17 | 4  | 9  | 9   | 18 | 73 | 8  | 26 | 15 | 6  | 19 |                                                         |
| 2012                                                                       | Born Villain - Släppt: 1 maj 2012 - Skivbolag: Cooking Vinyl, Hell, etc. - Format: CD, DI                                         | 10 | 16 | 4  | 15 | 8  | 18 | 6   | 11 | 27 | 19 | 24 | 21 | 2  | 14 |                                                         |
| 2015                                                                       | The Pale Emperor - Släppt: 16 januari 2015 - Skivbolag: Cooking Vinyl, Loma Vista - Format: CD, DI                                |    |    |    |    |    |    |     |    |    |    |    |    |    |    |                                                         |
| 2017                                                                       | Heaven Upside Down - Släppt: 6 oktober 2017 - Skivbolag: Loma Vista - Format: CD                                                  |    |    |    |    |    |    |     |    |    |    |    |    |    |    |                                                         |
| "—" betecknar verk som inte nått listposition eller inte släppts i landet. | |    |    |    |    |    |    |     |    |    |    |    |    |    |    |                                                         |

2020 We are Chaos.

## Livealbum
| Year | Albuminformation                                                                                    | Högsta listplacering | Högsta listplacering | Högsta listplacering | Högsta listplacering | Högsta listplacering | Högsta listplacering |
| Year | Albuminformation                                                                                    | US                   | AUS                  | FRA                  | NZ                   | SWE                  | UK                   |
| ---- | --------------------------------------------------------------------------------------------------- | -------------------- | -------------------- | -------------------- | -------------------- | -------------------- | -------------------- |
| 1999 | The Last Tour on Earth - Släppt: 13 november 1999 - Skivbolag: Nothing, Interscope - Format: CD, CS | 82                   | 50                   | 62                   | 38                   | 59                   | 61                   |

## Samlingsalbum
| År                                                                         | Albuminformation                                                                                | Högsta listplacering | Högsta listplacering | Högsta listplacering | Högsta listplacering | Högsta listplacering | Högsta listplacering | Högsta listplacering | Högsta listplacering | Högsta listplacering | Högsta listplacering | Högsta listplacering | Högsta listplacering | Högsta listplacering | Certifieringar                                |
| År                                                                         | Albuminformation                                                                                | US                   | AUS                  | AUT                  | BEL                  | CAN                  | FIN                  | ITA                  | NET                  | NZ                   | NOR                  | SWE                  | SWI                  | UK                   | Certifieringar                                |
| -------------------------------------------------------------------------- | ----------------------------------------------------------------------------------------------- | -------------------- | -------------------- | -------------------- | -------------------- | -------------------- | -------------------- | -------------------- | -------------------- | -------------------- | -------------------- | -------------------- | -------------------- | -------------------- | --------------------------------------------- |
| 2004                                                                       | Lunch Boxes & Choklit Cows - Släppt: April 20, 2004 - Skivbolag: Empire MusicWerks - Format: CD | —                    | —                    | —                    | —                    | —                    | —                    | —                    | —                    | —                    | —                    | —                    | —                    | —                    |                                               |
| 2004                                                                       | Lest We Forget - Släppt: September 28, 2004 - Skivbolag: Interscope - Format: CD                | 9                    | 15                   | 3                    | 19                   | 3                    | 22                   | 14                   | 41                   | 9                    | 16                   | 10                   | 5                    | 4                    | - US: Guld - AUS: Guld - UK: Guld - GER: Guld |
| 2008                                                                       | Lost & Found - Släppt: May 5, 2008 - Skivbolag: Polydor - Format: Digital nedladdning           | —                    | —                    | —                    | —                    | —                    | —                    | —                    | —                    | —                    | —                    | —                    | —                    | —                    |                                               |
| "—" betecknar verk som inte nått listposition eller inte släppts i landet. |                                                                                                 |                      |                      |                      |                      |                      |                      |                      |                      |                      |                      |                      |                      |                      |                                               |

## Remixalbum
| 1995                                                                       | Smells Like Children - Släppt: October 24, 1995 - Skivbolag: Nothing, Interscope - Format: CD, CS, LP | 31  | —  | —   | - US: Platinum - CAN: Platinum |
| 1997                                                                       | Remix & Repent - Släppt: November 25, 1997 - Skivbolag: Interscope - Format: CD                       | 102 | 49 | 163 |                                |
| "—" betecknar verk som inte nått listposition eller inte släppts i landet. | |     |    |     |                                |

## Singlar
| 1994                                                                       | "Get Your Gunn"                                         | —   | —  | —  | —  | —  | —  | —  | —  | —  | —   | Portrait of an American Family                   |
| 1994                                                                       | "Lunchbox"                                              | —   | —  | —  | —  | —  | —  | —  | —  | —  | —   | Portrait of an American Family                   |
| 1995                                                                       | "Sweet Dreams (Are Made of This)"                       | —   | 31 | 26 | 28 | —  | —  | 43 | —  | —  | 135 | Smells Like Children                             |
| 1996                                                                       | "The Beautiful People"                                  | —   | 29 | 26 | 42 | —  | —  | 39 | 96 | —  | 18  | Antichrist Superstar                             |
| 1997                                                                       | "Tourniquet"                                            | —   | 30 | —  | —  | —  | —  | 49 | —  | —  | 28  | Antichrist Superstar                             |
| 1997                                                                       | "Long Hard Road Out of Hell"                            | —   | —  | —  | —  | —  | —  | —  | —  | —  | —   | Spawn-ljudspåret                                 |
| 1998                                                                       | "The Dope Show"                                         | 122 | 12 | 15 | 20 | 5  | 3  | 18 | 63 | 53 | 12  | Mechanical Animals                               |
| 1999                                                                       | "I Don't Like the Drugs (But the Drugs Like Me)"        | —   | 25 | 36 | 45 | —  | —  | —  | 83 | —  | —   | Mechanical Animals                               |
| 1999                                                                       | "Rock Is Dead"                                          | —   | 28 | 30 | —  | —  | —  | 37 | —  | —  | 23  | Mechanical Animals                               |
| 2000                                                                       | "Disposable Teens"                                      | —   | 22 | 24 | 46 | —  | 64 | 7  | 99 | 52 | 12  | Holy Wood (In the Shadow of the Valley of Death) |
| 2001                                                                       | "The Fight Song"                                        | —   | —  | —  | —  | 59 | 67 | 33 | —  | —  | 24  | Holy Wood (In the Shadow of the Valley of Death) |
| 2001                                                                       | "The Nobodies"                                          | —   | —  | —  | —  | 56 | 65 | 30 | —  | —  | 34  | Holy Wood (In the Shadow of the Valley of Death) |
| 2002                                                                       | "Tainted Love"                                          | —   | 30 | 33 | —  | 2  | 3  | 2  | 44 | 11 | 5   | Not Another Teen Movie soundtrack                |
| 2003                                                                       | "mOBSCENE"                                              | —   | 18 | 26 | 31 | 15 | 20 | 9  | 84 | 18 | 13  | The Golden Age of Grotesque                      |
| 2003                                                                       | "This Is the New Shit"                                  | —   | —  | —  | 31 | 24 | 25 | 41 | —  | 59 | 29  | The Golden Age of Grotesque                      |
| 2004                                                                       | "Personal Jesus"                                        | 124 | 20 | 12 | 30 | 10 | 11 | 10 | 89 | 39 | 13  | Lest We Forget                                   |
| 2007                                                                       | "Heart-Shaped Glasses (When the Heart Guides the Hand)" | —   | 31 | 24 | —  | 31 | 49 | 29 | —  | 18 | 19  | Eat Me, Drink Me                                 |
| 2007                                                                       | "Putting Holes in Happiness"                            | —   | —  | —  | —  | —  | 83 | —  | —  | —  | —   | Eat Me, Drink Me                                 |
| 2009                                                                       | "We're from America"                                    | —   | —  | —  | —  | —  | —  | —  | —  | —  | —   | The High End of Low                              |
| 2009                                                                       | "Arma-goddamn-motherfuckin-geddon"                      | —   | 37 | —  | —  | —  | 67 | —  | —  | 48 | 114 | The High End of Low                              |
| "—" betecknar verk som inte nått listposition eller inte släppts i landet. |                                                         |     |    |    |    |    |    |    |    |    |     |                                                  |

## Video och DVD
| Year | Album                                                                      | Certifiering                                        |
| ---- | -------------------------------------------------------------------------- | --------------------------------------------------- |
| 1998 | Dead to the World - Släppt: 10 februari 1998 - Skivbolag: Interscope       |                                                     |
| 1999 | God Is in the TV - Släppt: 2 november 1999 - Skivbolag: Interscope         |                                                     |
| 2002 | Guns, God and Government - Släppt: 29 oktober 2002 - Skivbolag: Interscope | - US: Platina - CAN: Platina - UK: Guld - GER: Guld |

## Musikvideor
| År   | Titel                                                   | Regissör                           |
| ---- | ------------------------------------------------------- | ---------------------------------- |
| 1994 | "Get Your Gunn"                                         | Rod Chong                          |
| 1994 | "Lunchbox"                                              | Richard Kern                       |
| 1995 | "Dope Hat"                                              | Tom Stern                          |
| 1995 | "Sweet Dreams (Are Made of This)"                       | Dean Karr                          |
| 1996 | "The Beautiful People"                                  | Floria Sigismondi                  |
| 1997 | "Tourniquet"                                            | Floria Sigismondi                  |
| 1997 | "Man That You Fear"                                     | W.I.Z.                             |
| 1997 | "Cryptorchid"                                           | E. Elias Merhige                   |
| 1997 | "Long Hard Road Out of Hell"                            | Matthew Rolston                    |
| 1998 | "The Dope Show"                                         | Paul Hunter                        |
| 1998 | "I Don't Like the Drugs (But the Drugs Like Me)"        | Paul Hunter                        |
| 1999 | "Rock Is Dead"                                          | Marilyn Manson                     |
| 1999 | "Coma White"                                            | Samuel Bayer                       |
| 1999 | "Astonishing Panorama of the Endtimes"                  | Pete List                          |
| 2000 | "Disposable Teens"                                      | Samuel Bayer                       |
| 2001 | "The Fight Song"                                        | Wiz and Marilyn Manson             |
| 2001 | "The Nobodies"                                          | Paul Fedor                         |
| 2001 | "Tainted Love"                                          | Philip G. Atwell                   |
| 2003 | "mOBSCENE"                                              | Marilyn Manson and Thomas Kloss    |
| 2003 | "This Is the New Shit"                                  | Marilyn Manson and The Cronenweths |
| 2004 | "(s)AINT"                                               | Asia Argento                       |
| 2004 | "Personal Jesus"                                        | Marilyn Manson and Nathan Cox      |
| 2005 | "The Nobodies (2005 Against All Gods Mix)"              | Paul Fedor                         |
| 2007 | "Heart-Shaped Glasses (When the Heart Guides the Hand)" | Marilyn Manson                     |
| 2007 | "Putting Holes in Happiness"                            | Philippe Grandrieux                |
| 2009 | "Arma-goddamn-motherfuckin-geddon"                      | Delaney Bishop                     |
| 2009 | "Running to the Edge of the World"                      | Nathan Cox and Marilyn Manson      |

## Egenproducerade
| År   | Titel                        | Övrig information |
| ---- | ---------------------------- | --- |
| 1989 | The Raw Boned Psalms         | Första kassetten att släppas av Marilyn Manson & the Spooky Kids. Aldrig såld.                                                 |
| 1990 | The Beaver Meat Cleaver Beat | Andra kassettsläppet. Väldigt få Second cassette release; very few were ever made; earliest recorded appearance of "My Monkey" |
| 1990 | Big Black Bus                | Några låtar från första demon.                                                                                                 |
| 1990 | Grist-O-Line                 | Första inspelade versionen av "Cake and Sodomy".                                                                               |
| 1991 | Lunchbox                     | Såld i 177 675 exemplar. |
| 1991 | After School Special         | Första inspelade versionerna av "Lunchbox" och "Cyclops".                                                                      |
| 1992 | Live as Hell                 | Liveinspelning från "Radio Clash".                                                                                             |
| 1992 | The Family Jams              | Första kassetten som Marilyn Manson. Första inspelade versionen av "Dope Hat".                                                 |
| 1993 | Refrigerator                 | Begränsad till 100 kopior. Första inspelade versionen av "Wrapped in Plastic".                                                 |
| 1995 | Dead In Chicago              | Live. Första inspelade versionen av "Irresponsible Hate Anthem".                                                               |